# Pleurothyrium
Pleurothyrium é um género botânico pertencente à família Lauraceae.